# Kosmos (Vondelpark)
Kosmos is een artistiek kunstwerk in Amsterdam-Zuid, Vondelpark.
Kosmos is een beeld gecreëerd door Wim van Hoorn. Het is gemaakt in 1969/1970 en stamt uit de periode dat de kunstenaar interesse had voor de kosmos nadat Neil Armstrong zijn voet op de Maan had gezet. Het bestaat uit een bronzen ruit met uitsparingen. Daar waar de kosmos zich in alle richtingen oneindig uitstrekt is het beeld van Van Hoorn bijna tweedimensionaal.